# Trentepohlia (Mongoma) fuscistigma
Trentepohlia (Mongoma) fuscistigma is een tweevleugelige uit de familie steltmuggen (Limoniidae). De soort komt voor in het Australaziatisch gebied.